# DFV-Supercup
La DFV-Supercup, anche detta Pokal des Deutschen Sportechos e nota in italiano come "Supercoppa della Germania Est", fu una competizione calcistica della Germania Est.
Portava il nome del Deutsches Sportecho, il giornale ufficiale della federazione tedesca orientale. In Germania Est diverse altre competizioni portavano questo nome.
Vide affrontarsi in una partita singola i campioni nazionali della Dinamo Dresda e i detentori della FDGB Pokal, la Dinamo Berlino.
Fu disputata in una sola occasione (1989), in quanto il crollo del muro di Berlino e la riunificazione tedesca posero fine, nel corso del 1990, all'esistenza della Germania Est come Paese indipendente.

## Tabellino
| Arbitro: | Klaus-Dieter Stenzel (Forst) |

| |            | |
| 88’ Sammer | Marcatori  | Schulz 29’ Doll 60’ 74’ (rig.) Ernst 84’ |
| · Ronny Teuber · Frank Lieberam · Detlef Schößler · 46’ Andreas Trautmann · 46’ Ralf Hauptmann · Uwe Kirchner · Matthias Döschner · Jörg Stübner · Hans-Uwe Pilz · Matthias Sammer · Ulf Kirsten · 56’ Torsten Gütschow · 56’ Uwe Jähnig | Formazioni | · Bodo Rudwaleit · Burkhard Reich · Waldemar Ksienzyk · Hendrik Herzog · Bernd Schulz · Marco Köller · Jörg Fügner 77’ · Jörn Lenz 77’ · Rainer Ernst · Heiko Bonan 77’ · Jörg Buder 77’ · Thomas Doll · Andreas Thom |
| Eduard Geyer | Allenatori | Helmut Jäschke |